# Пандемия (альбом)
«Пандемия» — четвёртый альбом группы «#####», вышедший 18 декабря 2009 года. Альбом записан вместе с известным датским продюсером Якобом Хансеном и доступен как на CD, так и бесплатно, в формате MP3 (320 kBit/s), на сайте группы. Там же все желающие могут пожертвовать группе любую сумму денег путём электронного перевода.
Выход альбома предваряли два сингла — «Мёртвые тела» и «Спрут». Последний содержит только титульный трек и также был доступен для бесплатного скачивания на сайте группы в преддверии выхода альбома. Также, на своей странице В Контакте, группа провела конкурс «сделай сам видеоклип на песню „Спрут“», победителями которого стали участники витебской арт-студии Hardcore Budni. 8 марта 2010 года вышел третий и последний сингл с альбома — «Дождь», включающий в себя новую песню — «Я не вернусь».

## Список композиций
| №   | Название                                | Длительность |
| --- | --------------------------------------- | ------------ |
| 1.  | «?J?»                                   | 1:02         |
| 2.  | «Искра»                                 | 4:04         |
| 3.  | «Спрут»                                 | 4:18         |
| 4.  | «Моя весна»                             | 4:02         |
| 5.  | «Каждую ночь»                           | 3:44         |
| 6.  | «FireMachine»                           | 6:28         |
| 7.  | «Монстры»                               | 4:49         |
| 8.  | «Трип (Побег из рая)»                   | 6:21         |
| 9.  | «Мёртвые тела»                          | 3:52         |
| 10. | «Внутри меня»                           | 3:26         |
| 11. | «Великая артерия (Неумолимые мстители)» | 3:32         |
| 12. | «Дождь»                                 | 4:42         |

## Кавер-версии
В 2011 году группа сделала белорускоязычный кавер «бел. Дождж» на песню «рус. Дождь» для компиляции «Будзьма! Тузін. Перазагрузка-2».